# Каманін Микола Петрович
Микола Петрович Каманін (рос. Николай Петрович Каманин; 5 (18) жовтня 1909, Меленки — 11 березня 1982, Москва) — радянський льотчик і воєначальник, один з перших хто отримав звання Героя Радянського Союзу за порятунок потерпілих челюскінців (1934). Генерал-полковник авіації (1967).

## Біографія
Народився 5 (18 жовтня) 1909 року у місті Меленках Владимирської губернії (нині Владимирської області).
В армії з 1927 року. У 1928 році закінчив Ленінградську військово-теоретичну школу ВПС, в 1929 році — Борисоглібську військову авіаційну школу льотчиків. Служив у 40-й авіаційній ескадрильї ВПС Особливої Червонопрапорної Далекосхідної армії: молодший льотчик, старший льотчик, командир ланки. З липня 1933 року — командир авіаційного загону 28-ї авіаескадрильї ОЧДСА. Член ВКП(б) з 1932 року.
У лютому 1934 року був призначений командиром загону змішаного літаків для порятунку екіпажу і пасажирів пароплава «Челюскін». На літаку Р-5 в складних метеоумовах здійснив груповий переліт Олюторка—Ванкарем протяжністю близько 2500 км. У 9 польотах на крижину вивіз із льодового табору 34 людини.
За мужність і героїзм, проявлені при рятуванні челюскінців, Каманіну Миколі Петровичу 20 квітня 1934 року присвоєно звання Героя Радянського Союзу з врученням ордена Леніна.
У січні 1935 року вступив, а в 1938 році закінчив Військово-повітряну академію імені професора М. Є. Жуковського (командний факультет). З грудня 1938 року командував 19-ю легкою бомбардувальною авіабригадою (Харківський військовий округ). Учасник радянсько-фінської війни 1939—1940 років на цій посаді.
З жовтня 1940 року — командир 3-ї окремої авіаційної бригади і одночасно командувач ВПС Середньоазіатського військового округу. З березня 1941 року — командир 4-ї авіабригади в тому ж окрузі. З серпня 1941 року в складі ВПС 53-ї окремої армії брав участь в операції по введенню радянських військ до Ірану. З грудня 1941 року — заступник командувача ВПС Середньоазіатського військового округу.
На фронтах німецько-радянської війни з липня 1942 року — командир 292-ї штурмової авіаційної дивізії 1-го штурмового авіаційного корпусу (Калінінський фронт), з лютого 1943 року — командир 8-го змішаного (з липня 1943 — 5-го штурмового) авіаційного корпусу в складі 5-ї, 2-ї і 8-ї повітряних армій (Степовий, Воронезький, 1-й і 2-й Українські фронти). Частини під його командуванням брали участь в Великолуцькій, Бєлгородсько-Харківської, Київській, Корсунь-Шевченківській, Львівсько-Сандомирській, Будапештській та Віденській операціях; відвойовували Україну, звільняли Польщу, Румунію, Угорщину та Чехословаччину. Корпус під його командуванням здійснив понад 40 тисяч бойових вильотів. Особисто М. П. Каманіним скоєно 21 бойовий виліт. Генерал-майор авіації з 17 березня 1943 року, генерал-лейтенант авіації з 20 квітня 1945 року.
Після війни продовжував командувати тим же корпусом, з червня 1946 року — 3-м гвардійським штурмовим авіаційним корпусом. З листопада 1946 року — заступник начальника Головного Управління Цивільного Повітряного Флоту СССР з оборонних питань. З березня 1948 року — голова огрбюро ДТСААФ, з червня 1955 року — заступник голови ЦК ДТСААФ СРСР по авіації. З лютого 1956 року — на навчанні.
У грудні 1956 року закінчив Вищу військову академію імені К. Є. Ворошилова. З січня 1957 року — командувач 73-ю повітряною армією, з квітня 1958 року — заступник начальника Головного штабу ВПС з бойової підготовки.
З 1960 року обіймав посаду помічника Головнокомандувача ВПС по космосу і одночасно заступник начальника бойової підготовки ВПС з підготовки та забезпечення космічних польотів, активно брав участь у відборі та підготовці перших радянських космонавтів. З 27 жовтня 1967 року — генерал-полковник авіації . З серпня 1971 року у відставці.
Депутат Верховної Ради СРСР 1-го скликання (1937–1946).
Жив у Москві. Помер 11 березня 1982 року. Похований на Новодівочому кладовищі в Москві.

## Твори
- «Первый гражданин Вселенной». М., 1962;
- «Лётчики и космонавты». М., 1972;
- «Сотвори себя». М., 1982;
- «Скрытый космос. Дневники». (опубліковано в 1994—1996 роках).

## Нагороди, почесні звання
Нагороджений трьома орденами Леніна, орденом Жовтневої Революції, двома орденами Червоного Прапора, двома орденами Суворова 2-го ступеня, орденами Кутузова 2-го ступеня, Червоної Зірки, медалями, іноземними нагородами.
Настільною пам'ятною медаллю про перший політ людини в космос нагороджені тільки 75 військових, у тому числі М. П. Каманін.
Почесний громадянин Вінниці, Братислави, Пловдив, Риги, Калуги.

## Пам'ять
Його ім'ям названі вулиці в Москві, Одесі, Владимирі, Севастополі, Єкатеринбурзі.
У Москві на Поклонній горі встановлений бюст льотчика. У музеї бойової слави в Меленковської школи № 1 є експозиція, присвячена Герою; на будівлі цієї школи встановлено меморіальну дошку.